# Nadja
Nadja és una pel·lícula de terror nord-americana de 1994 escrita i dirigida per Michael Almereyda, i protagonitzada per Elina Löwensohn al paper principal i Peter Fonda com a Abraham Van Helsing. Nadja és una pel·lícula de vampirs que tracta elements de gènere amb un estil arthouse discret. Va rebre ressenyes contradictòries de la crítica.

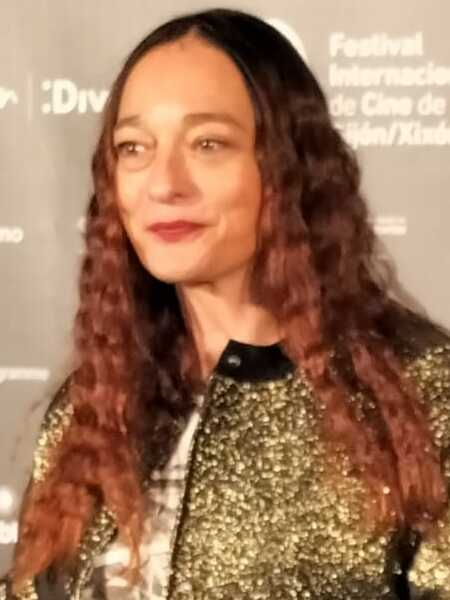
Elina Lowensohn és Nadia

## Argument
El comte voivoide Arminius Chousescu Dràcula mor amb una estaca al cor, i la seva filla Nadja (Elina Löwensohn) apareix per reclamar el cos, amb l'esperança que la seva mort l'alliberi de la vida que el seu pare li ha obligat. Fa cremar el cos i es prepara per portar les cendres a Brooklyn i fer una visita al seu germà bessó Edgar a qui fa molt de temps que no veu. Abans de marxar, però, s'atura a prendre una copa i coneix la Lucy. La Lucy també sent una sensació de buit, així que s'emporta la Nadja a casa. Sembla que s'animen mútuament i acaben fent sexe plegades.

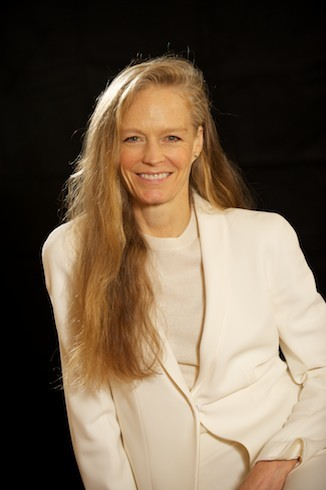
Suzy Amis és Cassandra

Van Helsing (Peter Fonda) va matar Dràcula i el seu nebot Jim, que també és el marit de Lucy, l'ha de treure de la presó. Helsing sap que, si el cos de Dràcula no es destrueix correctament, tornarà. Quan Helsing s'assabenta que el cos de Dràcula ha estat retirat de la morgue, demana l'ajuda de Jim.
Mentrestant, la Nadja va a visitar l'Edgar, que està malalt, i coneix la seva infermera i amant que viu a casa, Cassandra. La Nadja convenç a la Cassandra de traslladar l'Edgar al seu apartament on pot ajudar-lo transfonent-lo amb plasma de la sang dels embrions de tauró, que és el que utilitza la Nadja per mantenir-se saludable. L'Edgar reviu prou com per beure una mica de la sang de la Nadja. Tanmateix, la Lucy ha caigut sota l’encissament de Nadja. Ella porta tant en Jim com en Van Helsing a la casa d'Edgar on Nadja s'allotja amb Renfield. L'Edgar es desperta el temps suficient per advertir Cassandra que marxi de casa, ja que està en perill. Cassandra, que és la filla de Van Helsing, intenta escapar amb Nadja perseguint-la, Lucy perseguint Nadja i Jim perseguint Lucy. Cassandra es troba amb una benzinera on sembla que dos mecànics corpulents la protegiran, però la Nadja els hipnotitza i mata un d'ells. Un policia entra a la benzinera i dispara a la Nadja a l'abdomen.
Edgar, que està millorant, s'uneix amb els Helsing per aturar la Nadja. Rep un "fax psíquic" de la Nadja, que li diu que està ferida i que ha de tornar a Transsilvània. També esmenta que s'emporta la Cassandra amb ella, de manera que l'Edgar i els Helsing també la porten a Transsilvània. Quan s'acosten al castell, la Nadja comença una transfusió de sang de Cassandra mentre la Cassandra dorm. Mentre Jim es baralla amb Renfield, l'Edgar i l'Helsing porten una estaca pel cor de la Nadja. Lucy és alliberada, Nadja és destruïda i Cassandra es desperta. Tanmateix, no tot és com sembla. Nadja narra l'epíleg: "Em van tallar el cap... em van cremar el cos... ningú no ho sabia... ningú no sospitava que jo ara estava viva al cos de Cassandra. L'Edgar i jo ens vam casar a l'Ajuntament... allà *és* una millor manera de viure".

## Repartiment
- Elina Löwensohn com a Nadja
- Peter Fonda com a Van Helsing
- Suzy Amis com a Cassandra
- Galaxy Craze com a Lucy
- Martin Donovan com a Jim
- Karl Geary com a Renfield
- Jared Harris com a Edgar
- David Lynch (també Productor executiu) com a encarregat de la morga (es visible)
- Nic Ratner com a Bar Victim
- Jack Lotz com a entrenador de boxa
- Isabel Gillies com a cambrera
- Jose Zuniga com a cambrer
- Bernadette Jurkowski com a la núvia de Dràcula
- Jeff Winner com el jove Dràcula
- Sean com a Bela
- Bob Gosse com a mecànic de garatge
- Rome Neal com a mecànic de garatge
- Giancarlo Roma com a nen romanès
- Anna Roma com a mare romanesa
- Thomas Roma com a policies romanesos
- Aleksandar Rasic com a policies romanesos
- Miranda Russell com a Lucy's Baby

## Producció
Michael Almereyda va escriure Nadja després que un projecte planificat entre ell i David Lynch centrat al voltant d'Edgar Allan Poe anomenat Fever no atregués finançament. La novel·la surrealista de 1928 Nadja d'André Breton va servir com a inspiració per a l'enfocament temàtic amb Almereyda també estudiant diverses pel·lícules clàssiques de vampirs i tradició. Fins i tot amb un guió comparativament més comercial que Fever, la producció encara va enfrontar-se a obstacles per aconseguir finançament a causa de la decisió de filmar Nadja en blanc i negre més que el color que es va considerar necessari tant com a mesura d'estalvi de costos i temàticament important. Quan el finançament va fracassar, Lynch va finançar ell mateix tota la pel·lícula. Per aconseguir una mirada "borrosa i desenfocada" per transmetre el punt de vista dels morts vivents, Almereyda va rodar la pel·lícula amb una càmera de vídeo Fisher-Price PixelVision. Almereyda va intentar fer la pel·lícula amb un estil similar amb el que Roger Corman va produir pel·lícules de Poe una font particular d'inspiració no sols per l'estil i el to, sinó també per la producció frugal. La pel·lícula va ser filmada al llarg de cinc setmanes i mitja a Nova York. Es va utilitzar un hospital abandonat a Central Park West per simular un castell de Transsilvània.

## Recepció
Al lloc web de l'agregador de ressenyes Rotten Tomatoes, Nadja té una puntuació d'aprovació del 64% basada en 25 ressenyes, amb una puntuació mitjana de 5,8/10. El consens dels crítics del lloc web diu: "Nadja s'acosta a la llegenda de Dràcula des d'un angle idiosincràtic, i amb l'estil visual suficient per superar la narració desigual."
Roger Ebert, que va escriure per al Chicago Sun-Times, va donar a la pel·lícula una qualificació de dues estrelles i mitja sobre quatre, caracteritzant-la com "un exemple de gènere que podem anomenar Deadpan Noir. És el tipus de pel·lícula que tracta temes indescriptibles mantenint una certa distància irònica i utilitzant diàlegs que semblen divertits, encara que els personatges no semblin mai de broma."
Va participar en la secció oficial del XXVIII Festival Internacional de Cinema Fantàstic de Sitges, en la que va guanyar ex-aequo el premi al millor director.